# 小町ななみ
小町 ななみ（こまち ななみ、1985年6月11日 - ）は、日本のAV女優。
デビュー時から公表している身体サイズは身長154cm、B96(G70)W59H88。Gカップの巨乳が売りの単体女優である。後期の別名に朝霧 かすみ（あさぎり かすみ）がある。

## 略歴
東京都出身。2005年10月に『Gの欲望 小町ななみ』（クリスタル映像）でAVデビューした。
2006年にはMOODYZの『おねだりぶっかけ』でぶっかけ解禁。2007年には朝霧かすみに改名し、浣腸排泄などさらにハードな要素にも挑戦している。

## 出演

### 小町ななみ名義
- Gの欲望（2005年10月15日、クリスタル映像）
- 夢見るボイン（2005年11月15日、クリスタル映像）
- 女乳（2005年12月15日、クリスタル映像）
- コスプレ召使い（2006年1月13日、クリスタル映像）
- A級乳犯（2006年2月15日、クリスタル映像）
- 超|巨乳のアングル（2006年3月1日、ワンズファクトリー）
- イカせ続けると女はどーなるのか?（2006年4月、ワンズファクトリー）
- デジタルアングル（2006年5月1日、ワンズファクトリー）
- おねだりぶっかけ（2006年6月1日、MOODYZ EDGEレーベル）

### 朝霧かすみ
2007年
- 浣腸遊戯 16（6月1日、グローリークエスト）
- 巨乳LOVE6 1445cm!総勢15人の巨乳ギャル（6月16日、隼エージェンシー）
- 人妻のいけない欲望 誘惑する5人の人妻たち（6月16日、隼エージェンシー）
- 中出しされた人妻たち 第5章（6月19日、ミスター・インパクト）
- 愛しのフェラチーオ7 7人のザーメン中毒（8月11日、隼エージェンシー）
- こだわりの手コキ 4時間SP 5 30人のハンドメイド（8月11日、隼エージェンシー）
- 鬼イカセ トリプルスペシャル（8月17日、レアル・ワークス）
- 衝撃映像!浣腸まんぐり大噴水（9月20日、ナチュラルハイ）
- 集団痴女コギャル 5（9月21日、ケイ・エム・プロデュース）
- ～雁字搦めの震える女体～ 超さらしもの!屈辱の一般公開達磨アクメ（11月17日、BabyEntertainment）

2008年
- 和装人妻 羞痴浣腸（2月1日、シネマジック）他出演:成瀬雛
- KISS MANIA キスマニア Vol.5（2月19日、ミスター・インパクト）

## その他
- お仕置きネット あさか 21才（2007年5月17日）
- マン汁しみパン! 美姉のバナナ遊戯 朝霧かすみ（2007年11月22日、イースト・プレス）電子写真集
- 連れ込みホテル～若妻の性～ かすみ（2008年1月25日、イースト・プレス）電子写真集

### 補記
1. ↑  ただし、『アナルへようこそ』作中では6月10日と答えている。
2. ↑  公称プロフィールはカップサイズのG70→G65以外変化なし。